# 普里盧日涅 (揚皮爾區)
48°27′6″N 28°16′59″E / 48.45167°N 28.28306°E
普里盧日涅（烏克蘭語：Прилужне），是烏克蘭的村落，位於該國西南部文尼察州，由莫希利夫-波季利斯基區負責管轄，始建於1800年，面積2.59平方公里，海拔高度220米，2001年人口34，人口密度每平方公里13.13人。